# Agrias interrupta
Agrias interrupta är en fjärilsart som beskrevs av Le Moult 1926. Agrias interrupta ingår i släktet Agrias och familjen praktfjärilar. Inga underarter finns listade i Catalogue of Life.